# Фертл (Ајова)
Фертл (енгл. Fertile) град је у америчкој савезној држави Ајова. По попису становништва из 2010. у њему је живело 370 становника.

## Демографија
Према попису становништва из 2010. у граду је живело 370 становника, што је 10 (2,8%) становника више него 2000. године.
| Група             | 2000.       | 2010.       |
| Белци             | 345 (95,8%) | 350 (94,6%) |
| Афроамериканци    | 2 (0,6%)    | 2 (0,5%)    |
| Азијати           | 0 (0,0%)    | 1 (0,3%)    |
| Хиспаноамериканци | 9 (2,5%)    | 18 (4,9%)   |
| Укупно            | 360         | 370         |